# Ascorhynchus antipodus
Ascorhynchus antipodus är en havsspindelart som beskrevs av Child, C.A. 1987. Ascorhynchus antipodus ingår i släktet Ascorhynchus och familjen Ammotheidae. Inga underarter finns listade i Catalogue of Life.